# Justinia
Justinia là một chi bướm ngày thuộc họ Bướm nâu.